# 不下雪的街道
《不下雪的街道》（日语：雪の降らない街），是日本樂團可苦可樂的第6張單曲。2002年11月13日發行。

## 簡介
前作《希望之歌/太陽》約4個月之後發行。出道後第6張單曲。
c/w曲《The Big Man's Blues》是黑田俊介首次製作的歌曲以作CD單曲化發售。那首歌是一首充分展示了黑田對身高的煩惱。

## 收錄曲目
全編曲：笹路正徳
1. 不下雪的街道 （雪の降らない街）作詞、作曲：小淵健太郎
2. The Big Man's Blues 作詞、作曲：黑田俊介
3. 不下雪的街道（Instrumental）
4. The Big Man's Blues（Instrumental）

## 外部連結
- 不下雪的街道（页面存档备份，存于）